# Eduard Perewersew
Eduard Perewersew (russisch Эдуард Переверзев, engl. Transkription Eduard Pereverzev; * 21. Mai 1953 in Rostow am Don) ist ein ehemaliger sowjetischer Hürdenläufer, der sich auf die 110-Meter-Distanz spezialisiert hatte.
1975 gewann er bei den Halleneuropameisterschaften in Kattowitz Bronze über 60 Meter Hürden und Silber bei der Universiade.
Jeweils Fünfter wurde er bei den Halleneuropameisterschaften 1976 in München über 60 Meter Hürden und bei den Europameisterschaften 1978 in Prag. 1979 holte er bei den Halleneuropameisterschaften in Wien erneut Bronze.
1977 wurde er sowjetischer Meister.

## Persönliche Bestzeiten
- 60 m Hürden (Halle): 7,70 s, 25. Februar 1979, Wien
- 110 m Hürden: 13,61 s, 25. Juni 1977, Karl-Marx-Stadt